# مورد (علم الأحياء)
في علم الأحياء وعلم البيئة، يعد المورد مادة أو كائن في البيئة يتطلبه الكائن للنمو الطبيعي والتكاثر. يمكن استهلاك الموارد من قبل كائن واحد، ونتيجة لذلك، تصبح غير متاحة لكائن آخر. بالنسبة للنباتات، فإن الموارد الأساسية هي الضوء والمغذيات والمياه ومكان النمو. الموارد الرئيسية للحيوانات هي الغذاء والماء والمناطق.

## الموارد الرئيسية للنباتات
تتطلب النباتات الأرضية موارد خاصة لعملية التمثيل الضوئي وإكمال دورة حياتها من الإنبات والنمو والتكاثر والتشتت:
- ثنائي أكسيد الكربون
- الموقع المصغر (علم البيئة)
- العناصر الغذائية
- التلقيح
- نثر البذور
- التربة
- ماء

## الموارد الرئيسية للحيوانات
تتطلب الحيوانات موارد خاصة لعملية التمثيل الغذائي واستكمال دورة حياتها من الحمل والولادة والنمو والتكاثر:
- بحث عن المؤن
- المنطقة
- الماء

## الموارد والعمليات البيئية
يلعب توفر الموارد دورًا محوريًا في العمليات البيئية:
- القدرة على التحمل
- المنافسة البيولوجية
- قانون ليبيج من الحد الأدنى
- التمايز المتخصص